# Sissy Spacek
Mary Elizabeth „Sissy” Spacek (/ˈspeɪsɛk/) (Quitman, Texas, 1949. december 25. –) Oscar és Golden Globe-díjas amerikai színésznő, énekesnő.

## Pályafutása
Az 1970-es évek elején kezdődött színészi pályafutása, elsőként az 1973-as Sivár vidék című filmmel vált ismertté. Filmes karrierje szempontjából meghatározó szerepe volt Brian De Palma 1976-os Carrie című horrorfilmjének, mely Stephen King első regénye alapján készült; a címszerepet alakító Spacek alakításáért Oscar-jelölést kapott. A legjobb női főszereplőnek járó Oscart az 1980-as A szénbányász lánya című filmjéért kapta meg, az általa elénekelt  "Coal Miner's Daughter" című betétdalért Grammy-díjra jelölték. További Oscar-jelöléseket hozott számára az Eltűntnek nyilvánítva  (1982), A folyó (1984) és a Bűnös szívek (1986). A szénbányász lánya és a Bűnös szívek című filmekkel Golden Globe-díjakat nyert, legjobb női főszereplő – filmmusical vagy vígjáték kategóriában. 
A 2016-ig összesen hat alkalommal Oscarra jelölt színésznő A hálószobában című 2001-es filmjéért kapott újabb Oscar-jelölést, valamint harmadik Golden Globe-ját is elnyerte (legjobb női főszereplő – filmdráma kategória). További fontosabb filmjei közé tartozik a Három nő (1977), Az utolsó telefonhívás (1981), JFK – A nyitott dosszié (1991), Kisvárosi gyilkosság (1997), The Straight Story – Az igaz történet (1999), a Kilenc élet (2005) és A segítség (2011). 
2015-től 2017-ig a Netflix Bloodline – A vérvonal árnyai című sorozatában alakított főszerepet.

## Filmográfia

### Film
| Év   | Cím                               | Eredeti cím                    | Szerep                         | Magyar hang        |
| ---- | --------------------------------- | ------------------------------ | ------------------------------ | ------------------ |
| 1971 | Lázadó asszonyok                  | Women in Revolt                | statiszta a bárban             |                    |
| 1972 | A véres igazság                   | Prime Cut                      | Poppy                          | Andrádi Zsanett    |
| 1972 | A véres igazság                   | Prime Cut                      | Poppy                          | Czető Zsanett      |
| 1973 | Sivár vidék                       | Badlands                       | Holly Sargis                   | Csere Ágnes        |
| 1974 |                                   | The Migrants                   | Wanda Trimpin                  |                    |
| 1976 | Carrie                            | Carrie                         | Carrie White                   | Balogh Erika       |
| 1976 | Carrie                            | Carrie                         | Carrie White                   | Csondor Kata       |
| 1976 | Isten hozott Los Angelesben       | Welcome to L.A.                | Linda Murray                   | Zborovszky Andrea  |
| 1977 | Három nő                          | 3 Women                        | Pinky Rose                     | Csondor Kata       |
| 1980 | A szénbányász lánya               | Coal Miner's Daughter          | Loretta Lynn                   | Györgyi Anna       |
| 1980 | Dobogó szív                       | Heart Beat                     | Carolyn Cassady                |                    |
| 1981 | Az utolsó telefonhívás            | Raggedy Man                    | Nita Longley                   | Antal Olga         |
| 1982 | Eltűntnek nyilvánítva             | Missing                        | Beth Horman                    | Kiss Mari          |
| 1982 | Eltűntnek nyilvánítva             | Missing                        | Beth Horman                    | Kisfalvi Krisztina |
| 1982 | Eltűntnek nyilvánítva             | Missing                        | Beth Horman                    | Haumann Petra      |
| 1983 | Agyban nagy                       | The Man with Two Brains        | Anne Uumellmahaye (hangja)     | Csere Ágnes        |
| 1984 | A folyó                           | The River                      | Mae Garvey                     | Nagy-Kálózy Eszter |
| 1984 | A folyó                           | The River                      | Mae Garvey                     | Kisfalvi Krisztina |
| 1985 | Marie                             | Marie                          | Marie Ragghianti               | Bánsági Ildikó     |
| 1986 | Újra nyílnak a violák             | Violets Are Blue               | Augusta 'Gussie' Sawyer        | Kovács Nóra        |
| 1986 | Jóccakát, anya!                   | ’night, Mother                 | Jessie Cates                   | Kútvölgyi Erzsébet |
| 1986 | Bűnös szívek                      | Crimes of the Heart            | Babe Magrath Botrelle          | Tóth Enikő         |
| 1990 | Hosszú az út hazáig               | The Long Walk Home             | Miriam Thompson                | Virághalmy Judit   |
| 1991 | Az ígéret szép szó                | Hard Promises                  | Christine Ann Coalter          | Nyírő Beáta        |
| 1991 | Az ígéret szép szó                | Hard Promises                  | Christine Ann Coalter          | Kiss Virág         |
| 1991 | JFK – A nyitott dosszié           | JFK                            | Liz Garrison                   | Udvaros Dorottya   |
| 1994 | Vegyünk új mamit!                 | Trading Mom                    | Anya / Maman / Mutter / Natasa | Udvaros Dorottya   |
| 1995 | A fűhárfa                         | The Grass Harp                 | Verena Talbo                   | Kovács Nóra        |
| 1997 | Kisvárosi gyilkosság              | Affliction                     | Margie Fogg                    | Antal Olga         |
| 1999 | Csapás a múltból                  | Blast from the Past            | Helen Thomas Webber            | Kovács Nóra        |
| 1999 | Straight Story – Az igaz történet | The Straight Story             | Rose 'Rosie' Straight          | Kovács Nóra        |
| 2001 | A hálószobában                    | In the Bedroom                 | Ruth Fowler                    | Kiss Mari          |
| 2001 |                                   | Midwives                       | Sibyl Danforth                 |                    |
| 2002 | Örök kaland                       | Tuck Everlasting               | Mae Tuck                       | Kiss Mari          |
| 2004 | Otthon a világ végén              | A Home at the End of the World | Alice Glover                   | Andresz Kati       |
| 2005 |                                   | Nine Lives                     | Ruth                           |                    |
| 2005 | A kör 2.                          | The Ring Two                   | Evelyn                         | Kovács Nóra        |
| 2005 | Kőkemény Minnesota                | North Country                  | Alice Aimes                    | Szabó Éva          |
| 2006 |                                   | An American Haunting           | Lucy Bell                      |                    |
| 2007 | Ara csak egy van                  | Gray Matters                   | Sydney                         | Menszátor Magdolna |
| 2007 | Az örök kaszkadőr                 | Hot Rod                        | Marie Powell                   | Kovács Nóra        |
| 2007 | Hollis Woods képei                | Pictures of Hollis Woods       | Josie Cahill                   | Kovács Nóra        |
| 2008 |                                   | Lake City                      | Maggie                         |                    |
| 2008 | Négy karácsony                    | Four Christmases               | Paula                          | Kovács Nóra        |
| 2009 | A temetésem szervezem             | Get Low                        | Mattie Darrow                  | Kovács Nóra        |
| 2011 | A segítség                        | The Help                       | Mrs. Walters                   | Kovács Nóra        |
| 2012 | Kelepce                           | Deadfall                       | June Mills                     | Kovács Nóra        |
| 2016 |                                   | River Of Gold (dokumentumfilm) | narrátor                       |                    |
| 2018 | Úriember revolverrel              | The Old Man & the Gun          | Jewel                          | Kovács Nóra        |
| 2022 |                                   | Sam & Kate                     | Tina                           |                    |

### Televízió
| Év        | Magyar cím                     | Eredeti cím                                   | Szerep              | Megjegyzések                                 |
| --------- | ------------------------------ | --------------------------------------------- | ------------------- | -------------------------------------------- |
| 1973      |                                | Love, American Style                          | Teri                | 1 epizód                                     |
| 1973      |                                | The Girls of Huntington House                 | Sara                | tévéfilm                                     |
| 1973      |                                | The Waltons                                   | Sarah Jane Simmonds | 2 epizód                                     |
| 1974      |                                | Ginger in the Morning                         | Ginger              | tévéfilm                                     |
| 1975      |                                | Katherine                                     | Katherine Alman     | tévéfilm                                     |
| 1978      |                                | Verna: U.S.O. Girl                            | Verna Vane          | tévéfilm                                     |
| 1992      | Magánügy                       | A Private Matter                              | Sherri Finkbine     | tévéfilm                                     |
| 1994      | Annie otthonra talál           | A Place for Annie                             | Susan Lansing       | tévéfilm                                     |
| 1995      | Régi jó cimborák               | The Good Old Boys                             | Spring Renfro       | - tévéfilm - magyar hangja: - Bessenyei Emma |
| 1995      | Texasi krónikák – Laredo utcái | Streets of Laredo                             | Lorena Parker       | 3 epizód                                     |
| 1996      |                                | Beyond the Call                               | Pam O'Brien         | tévéfilm                                     |
| 1996      | Ha a falak beszélni tudnának   | If These Walls Could Talk                     | Barbara Barrows     | - tévéfilm - magyar hangja: - Kovács Nóra    |
| 2000      | Gyanús idegen                  | Songs in Ordinary Time                        | Marie Fermoyle      | tévéfilm                                     |
| 2002      | Az utolsó hívás                | Last Call                                     | Zelda Fitzgerald    | - tévéfilm - magyar hangja: - Kovács Nóra    |
| 2009      |                                | Appalachia: A History of Mountains and People | narrátor            | 4 epizód                                     |
| 2010      |                                | Gimme Shelter                                 | Adrienne Nourse     | próbaepizód                                  |
| 2010–2011 | Hármastársak                   | Big Love                                      | Marilyn Densham     | 5 epizód                                     |
| 2015–2017 | Bloodline – A vérvonal árnyai  | Bloodline                                     | Sally Rayburn       | 33 epizód                                    |
| 2018      | Castle Rock                    | Castle Rock                                   | Ruth Deaver         | - főszereplő - magyar hangja: - Kiss Mari    |
| 2018      |                                | Homecoming                                    | Ellen Bergman       | 6 epizód                                     |
| 2022      | Night Sky – Éjszakai ég        | Night Sky                                     | Irene York          | 8 epizód                                     |

## Fordítás
- Ez a szócikk részben vagy egészben  a   Sissy Spacek című angol Wikipédia-szócikk ezen változatának fordításán alapul.  Az eredeti cikk szerkesztőit annak laptörténete sorolja fel. Ez a jelzés csupán a megfogalmazás eredetét és a szerzői jogokat jelzi, nem szolgál a cikkben szereplő információk forrásmegjelöléseként.